# Diocesi di Ardagh

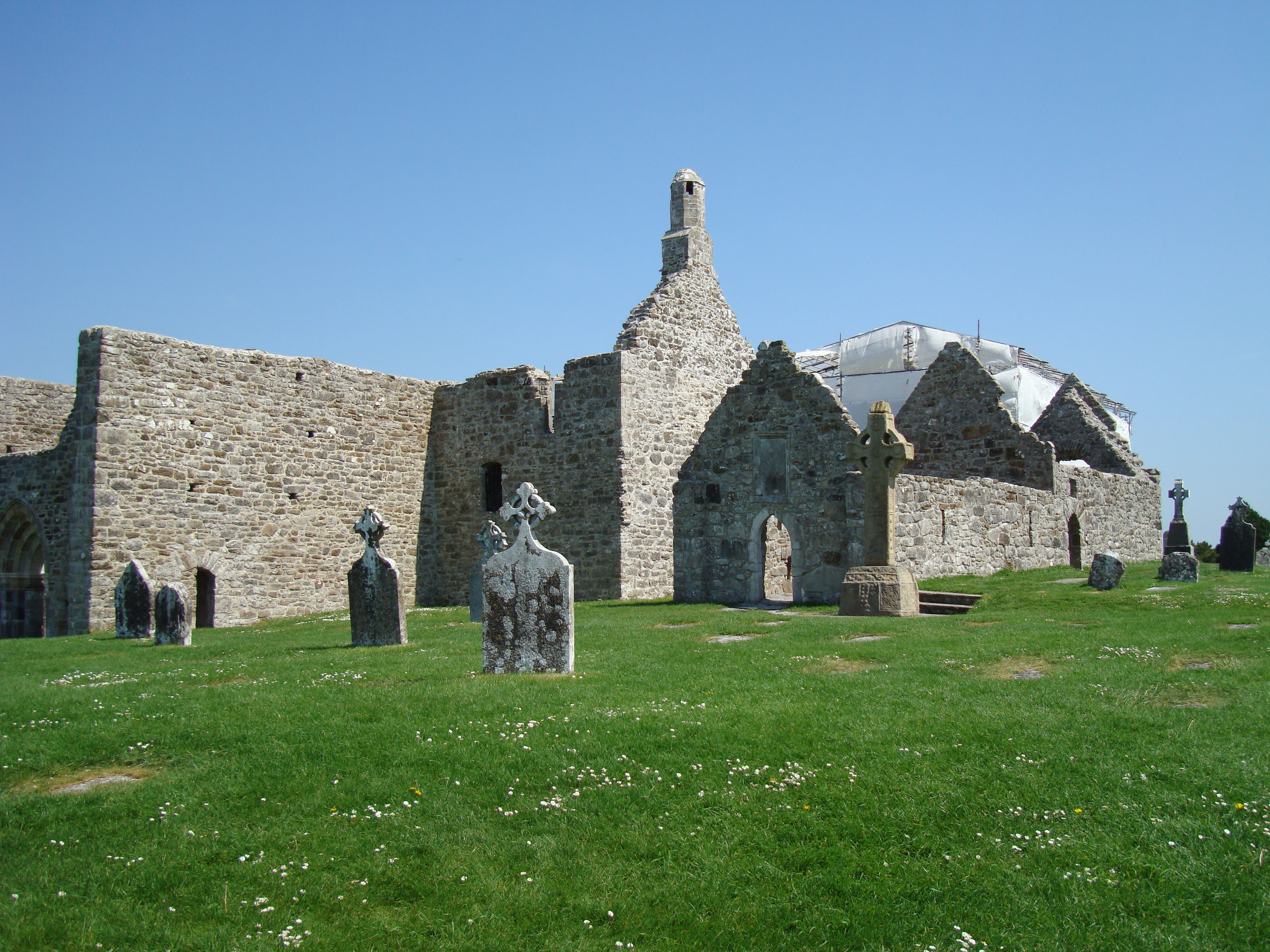
Resti della cattedrale e del monastero di Clonmacnoise.

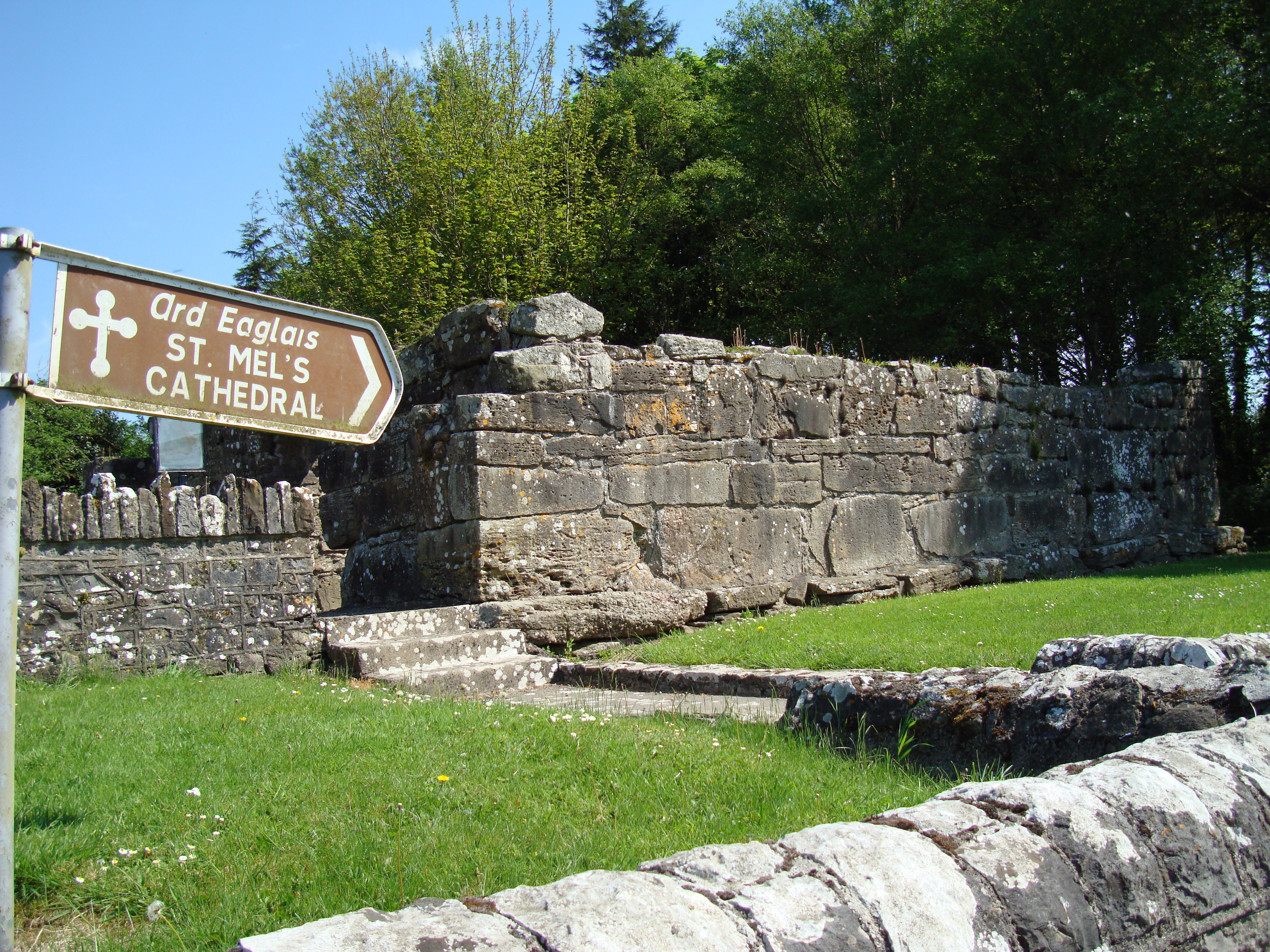
Resti della cattedrale di Ardagh, nota come St. Mel's Cathedral.

La diocesi di Ardagh (in latino Dioecesis Ardachadensis) è una sede della Chiesa cattolica in Irlanda suffraganea dell'arcidiocesi di Armagh. Nel 2022 contava 76.050 battezzati su 88.690 abitanti. È retta dal vescovo Paul Connell.
Ai vescovi di Ardagh spetta il titolo di vescovi di Clonmacnois (Cluanensis).

## Territorio
La diocesi, costituita da tre porzioni di territorio non contigue tra di loro, si trova nella parte centrale della Repubblica d'Irlanda, leggermente orientata verso nord-ovest e comprende la grande maggioranza delle contee di Longford e Leitrim e porzioni delle contee di Cavan, Offaly, Roscommon, Sligo e Westmeath.
Sede vescovile è la città di Longford, dove si trova la cattedrale di San Mel. Il giorno di Natale del 2009, la cattedrale è stata completamente distrutta da un incendio; restaurata, è stata riaperta nel 2014.
Il territorio si estende su 2.436 km² ed è suddiviso in 41 parrocchie.

## Storia
La diocesi prende il nome da Ardagh, pittoresco villaggio nella contea di Longford. Sappiamo dalle fonti che san Patrizio fondò una chiesa e un monastero ad Ardagh. La diocesi ha come patrono e primo vescovo un discepolo di san Patrizio, san Mel, vissuto nel V secolo. Nel primo millennio la Chiesa irlandese era strutturata in insediamenti monastici, ognuno con una propria giurisdizione che si estendeva sul monastero stesso, sul territorio circostante e sulle proprietà del demanio monastico.
Nel XII secolo la Chiesa irlandese fu riformata con l'istituzione delle diocesi, sul modello dell'organizzazione ecclesiastica continentale, in sostituzione dell'organizzazione monastica del territorio, tipico dell'Irlanda. La diocesi di Ardagh, suffraganea dell'arcidiocesi di Armagh, fu eretta nel sinodo di Rathbreasail del 1111, con il doppio nome di "diocesi di Ardcarne o Ardagh", probabilmente perché la sede dei vescovi non era ancora stata fissata con chiarezza. Nel successivo sinodo di Kells nel 1152 appare il solo nome di Ardagh; in questo sinodo furono stabiliti in modo definitivo i confini della diocesi.
Nel XIII secolo sorse una controversia sul fatto che Ardagh dovesse appartenere alla metropolia di Armagh oppure a quella di Tuam: papa Gregorio IX nel 1235 decise in favore di Armagh.
Dopo la riforma protestante la diocesi di Ardagh attraversò un lungo periodo di crisi: fu sede vacante dal 1587 al 1717 con l'unica interruzione dell'episcopato di Patrick Plunkett, parente di sant'Oliver Plunkett arcivescovo di Armagh, che visitò a più riprese la diocesi e vi ordinò alcuni presbiteri. Durante il periodo di sede vacante la diocesi fu spesso amministrata da vicari apostolici.
Nel 1729 fu decisa l'unione della diocesi di Clonmacnois a quella di Ardagh, povera di rendite. L'unione ebbe effetto dal 1756, quando Augustine Cheevers, vescovo di Ardagh, che amministrava la diocesi di Clonmacnois per conto del vescovo di Meath, fu trasferito alla stessa cattedra di Meath.

## Cronotassi dei vescovi
Si omettono i periodi di sede vacante non superiori ai 2 anni o non storicamente accertati.
- San Mel † (454 - 6 febbraio 488 deceduto)
- San Milchuo † (6 febbraio 488 succeduto - ?)
- Teffia †
- Sant'Erardo † (menzionato nel 700 circa)
- Faelghus † (menzionato nell'874)
- Ceily † (? - 1048 deceduto)
- Macrait O'Moran † (1152 - 1168 deceduto)
- Christian O'Heotal † (prima del 1172 - 1179 deceduto)
- O'Tirlenan † (? - 1187 deceduto)
- O'Hislenan † (? - 1189 deceduto)
- Adam O'Murray † (? - 1217 deceduto)
- Robert, O.Cist. † (1217 - 28 maggio 1224 deceduto)
- Simon Margraith † (1224 - 1230 deceduto)
- Joseph Magoday † (? - 1231 deceduto)
- Jocelyn O'Tormaig † (1233 - 1237 deceduto)
- Brendon Magoday † (1238 - 1255 deceduto)
- Miles Dunstable † (20 maggio 1256 - 1288 deceduto)
- Mathhew O'Heotha † (28 gennaio 1289 - 1322 deceduto)
- Robert Wirsop, O.E.S.A. † (5 aprile 1323 - 20 giugno 1323 nominato vescovo di Connor)[3]
- John Magee † (19 marzo 1324 - circa 1340 deceduto)
- Owen † (1343 - 1367 deceduto)
- William MacCarmaic † (1367 - 1373 deceduto)
- Carl O'Ferrall † (1373 - 1378 deceduto) (antivescovo?)
- John Aubrey, O.P. † (29 aprile 1374 - 1394 deceduto)
- Gilbert MacBrady † (20 ottobre 1395 - prima del 1400 deceduto)
- Adam Lynns, O.P. † (8 marzo 1400 - giugno 1416 deceduto)
- Cornelius O'Ferral † (16 febbraio 1418 - 1423 deceduto)
- Richard O'Ferral † (10 gennaio 1425 - 1444 deceduto)
- Cormac MacSamadran, O.S.A. † (6 novembre 1446 - ?)
- John O'Ferral † (30 luglio 1462 - ? deceduto)
- Donatus O'Ferral † (12 ottobre 1467 - ? deceduto)
- John O'Ferral † (28 luglio 1471 - ? deceduto) (per la seconda volta)
- William O'Ferral, O.Cist. † (4 agosto 1480 - 1516 deceduto)
- Roger O'Moleyn † (14 dicembre 1517 - ? deceduto)
- Patrick MacMahon, O.F.M. † (24 novembre 1541 - ? deceduto)
- Thomas Offilay, O.E.S.A. † (1555 - 27 marzo 1555 nominato vescovo di Kildare e Leighlin)[4]
- Richard MacBrady, O.F.M.Obs. † (23 gennaio 1576 - 14 marzo 1580 nominato vescovo di Kilmore)
- Edmund MacGauran † (11 settembre 1581 - 1º luglio 1587 nominato arcivescovo di Armagh)
  - Sede vacante (1587-1647)
- Patrick Plunkett, O.Cist. † (11 marzo 1647 - 11 gennaio 1669 nominato vescovo di Meath)
  - Sede vacante (1669-1717)
- Thomas Flynn † (2 ottobre 1717 - 29 gennaio 1730 deceduto)
- Peter Mulligan, O.E.S.A. † (1º settembre 1730 - 23 luglio 1739 deceduto)[5]
- Thomas O'Beirne † (19 settembre 1739 succeduto - febbraio 1747 deceduto)
- Thomas MacDermot † (8 maggio 1747 - febbraio 1751 deceduto)
- Augustine Cheevers, O.E.S.A. † (17 luglio 1751 - 7 agosto 1756 nominato vescovo di Meath)[6]
- Anthony Blake † (11 agosto 1756 - 21 aprile 1758 nominato arcivescovo di Armagh)
- James Brady † (21 agosto 1758 - 11 gennaio 1788 deceduto)
- John Cruise † (10 giugno 1788 - 28 giugno 1812 deceduto)
- James Magauran † (20 marzo 1815 - 25 giugno 1829 deceduto)
- William O'Higgins † (2 ottobre 1829 - 3 gennaio 1853 deceduto)
- John Kilduff † (29 aprile 1853 - 21 giugno 1867 deceduto)
- Neale MacCabe, C.M. † (17 dicembre 1867 - 24 luglio 1870 deceduto)
- George Michael Conroy † (24 febbraio 1871 - 4 agosto 1878 deceduto)
- Bartholomew Woodlock † (4 aprile 1879 - 21 gennaio 1895 dimesso[7])
- Joseph Hoare † (8 febbraio 1895 - 14 aprile 1927 deceduto)
- James Joseph MacNamee † (20 giugno 1927 - 24 aprile 1966 deceduto)
- Cahal Brendan Daly † (26 maggio 1967 - 24 agosto 1982 nominato vescovo di Down e Connor)
- Colm O'Reilly (24 febbraio 1983 - 17 luglio 2013 ritirato)
- Francis Duffy (17 luglio 2013 - 10 novembre 2021 nominato arcivescovo di Tuam)
- Paul Connell, dal 5 aprile 2023

## Statistiche
La diocesi nel 2022 su una popolazione di 88.690 persone contava 76.050 battezzati, corrispondenti all'85,7% del totale.
| anno | popolazione | popolazione | popolazione | presbiteri | presbiteri | presbiteri | presbiteri                | diaconi | religiosi | religiosi | parrocchie |
| anno | battezzati  | totale      | %           | numero     | secolari   | regolari   | battezzati per presbitero | diaconi | uomini    | donne     | parrocchie |
| ---- | ----------- | ----------- | ----------- | ---------- | ---------- | ---------- | ------------------------- | ------- | --------- | --------- | ---------- |
| 1950 | 75.630      | 78.185      | 96,7        | 120        | 114        | 6          | 630                       |         | 27        | 364       | 41         |
| 1959 | 73.544      | 75.987      | 96,8        | 122        | 116        | 6          | 602                       |         | 32        | 387       | 41         |
| 1970 | 61.576      | 63.164      | 97,5        | 123        | 116        | 7          | 500                       |         | 26        | 382       | 41         |
| 1980 | 68.170      | 69.664      | 97,9        | 120        | 103        | 17         | 568                       |         | 32        | 365       | 41         |
| 1990 | 69.541      | 70.360      | 98,8        | 117        | 95         | 22         | 594                       |         | 31        | 345       | 41         |
| 1999 | 69.700      | 70.450      | 98,9        | 97         | 85         | 12         | 718                       |         | 19        | 250       | 41         |
| 2000 | 69.700      | 70.450      | 98,9        | 93         | 82         | 11         | 749                       |         | 18        | 246       | 41         |
| 2001 | 69.700      | 70.450      | 98,9        | 87         | 80         | 7          | 801                       |         | 15        | 238       | 41         |
| 2002 | 73.123      | 75.732      | 96,6        | 81         | 75         | 6          | 902                       |         | 13        | 235       | 41         |
| 2003 | 73.220      | 76.027      | 96,3        | 79         | 73         | 6          | 926                       |         | 13        | 232       | 41         |
| 2004 | 73.300      | 76.500      | 95,8        | 79         | 73         | 6          | 927                       |         | 14        | 233       | 41         |
| 2006 | 76.920      | 79.142      | 97,2        | 77         | 71         | 6          | 998                       |         | 12        | 231       | 41         |
| 2012 | 79.600      | 84.700      | 94,0        | 72         | 65         | 7          | 1.105                     |         | 11        | 166       | 41         |
| 2015 | 76.626      | 89.100      | 86,0        | 66         | 61         | 5          | 1.161                     |         | 10        | 129       | 41         |
| 2018 | 78.850      | 89.209      | 88,4        | 67         | 59         | 8          | 1.176                     |         | 17        | 107       | 41         |
| 2020 | 75.000      | 87.500      | 85,7        | 69         | 59         | 10         | 1.086                     |         | 17        | 92        | 41         |
| 2022 | 76.050      | 88.690      | 85,7        | 68         | 57         | 11         | 1.118                     |         | 17        | 93        | 41         |